# Дентин
Дентинът е вещество между емайла или зъбния цимент и пулпената кухина. Той е покрит от одонтобластите на зъбната пулпа. Образуването на дентина е известно като дентогенеза. Порестото вещество с жълт оттенък е съставено от 70% неорганични материи (хидроксиапатит), 20% органични вещества и 10% вода от теглото му. Тъй като е по-мек от емайла, разрушава се по-бързо и е обект на тежки рани (кухини), ако не се лекува правилно. Дентинът още служи като защитен слой и поддържа коронката на зъба.
Дентинът е минерализирана съединителна тъкан с органично междуклетъчно вещество от калогенни белтъчини. Дентинът има микроскопични каналчета, наречени зъбни тубули (тръбички), които са лъчево разположени в дентина и започват от зъбната пулпа до външната граница зъбен цимент или емайл. Диаметърът на тези тубули варира от 2,5 μm близо до зъбната пулпа до 1,2 μm в средната част и 900 nm близо до дентино-емайлната връзка. Въпреки че те имат мънички странични разклонения, тубулите не се пресичат една друга. Тяхната дължина зависи от радиуса на зъба.